# Parque Estadual Mata do Segredo

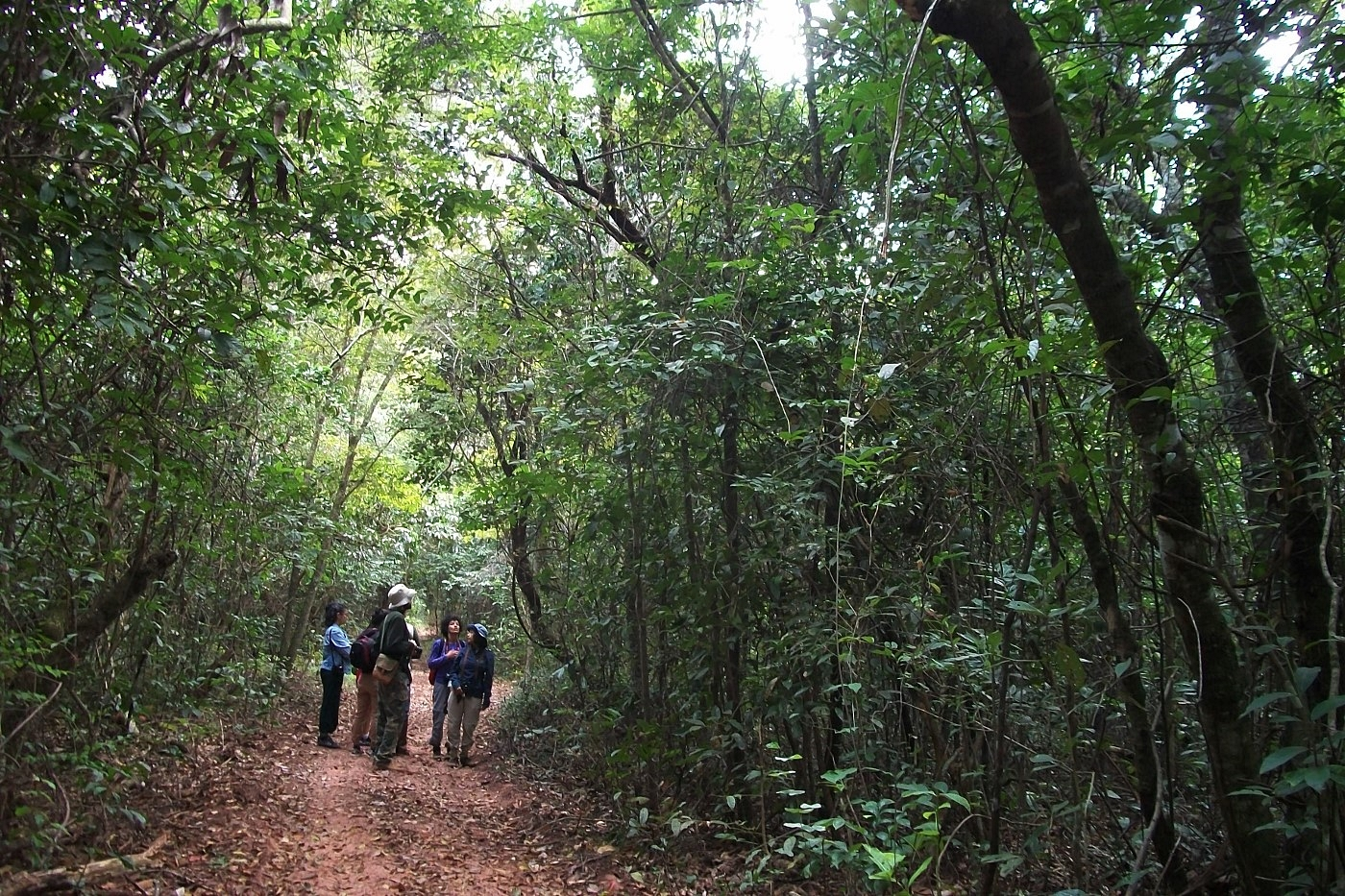
Visitantes do Parque, observadores de aves e fotógrafos - Parque Estadual Matas do Segredo, Campo Grande-MS

O Parque Estadual Mata do Segredo é um parque localizado no município de 
Campo Grande (Mato Grosso do Sul), região centro-oeste do Brasil. Possui 177,58 hectares e utilizado também para fins de pesquisa científica, educação ambiental, recreação e turismo em contato com a natureza. 

## Generalidades
A Região próxima à Nascente do Córrego Segredo possui uma estrutura urbana marcada por uso tradicionalmente rural - chácaras de recreio ou de produção de hortifrutigranjeiros, destinados ao abastecimento do comércio. Na Mata, encontra-se vários animais nativos como: Macacos, tatus, Lobos, Cobras e etc. O governo do Estado de Mato Grosso do Sul desenvolve no local o projeto denominado "Florestinha" que abriga as crianças que moram nas proximidades, com o intuito de criar desde cedo na circunvizinhança a consciência ecológica; vale constar que o projeto é desenvolvido pela polícia militar florestal. Os problemas existentes no Parque são: Os caçadores e raizeiros que desmatam e retiram plantas medicinais para serem vendidos ilegalmente no mercado local. Com isso, o cerrado original foi quase todo desmatado, sendo substituído por pastos e loteamentos urbanos. 
Próximo a nascente do Córrego Segredo, situam-se as áreas urbanas e as rurais. O setor urbano que possui maior quantidade de áreas próprias para o cultivo está localizada no bairro Vila Nasser, com 2,89% do total de áreas de glebas da cidade, o bairro citado juntamente com o bairro Nova Lima, possuem grande quantidade de lotes vagos englobando, respectivamente, 4,94% e 8,38% dos lotes vagos na cidade. Estes índices revelam que na Zona Norte tem a maior parte das áreas, sobretudo as situadas mais próximas dos principais acessos, já foram parceladas na forma de glebas, restando apenas as áreas mais longínquas, junto à área rural ou aquelas que margeiam os córregos.

## História
O parque foi instituído pelo Decreto estadual n° 7.119, de 17 de março de 1993, sendo denominado inicialmente Reserva Ambiental de propriedade do Ministério do Exército. Anteriormente a Mata do Segredo, era conhecida como Parque Santa Inês. O Ex-governador Pedro Pedrossian, em 1996, juntamente com a comunidade local, viram a necessidade de conservar o parque. 
A partir de 5 de julho de 2000, pelo Decreto 9.935, recebeu o nome Parque Estadual Mata do Segredo, e foi aberto para visitação no mesmo ano, contudo não tinha condições para a abertura pública, sendo naturalmente fechado por falta de infra-estrutura, sendo posteriormente aberto a partir de 2001. A sua criação tem o objetivo de preservar amostras de Cerrado e Matas Secas em sua área, espécies da flora e fauna, a manutenção de bacias hidrográficas, e valorização do patrimônio paisagístico e cultural do município.